# Carex austrocaroliniana
Carex austrocaroliniana là một loài thực vật có hoa trong họ Cói. Loài này được L.H.Bailey mô tả khoa học đầu tiên năm 1893.